# Xã Martinsville, Quận Clark, Illinois
Xã Martinsville (tiếng Anh: Martinsville Township) là một xã thuộc quận Clark, tiểu bang Illinois, Hoa Kỳ. Năm 2010, dân số của xã này là 1.602 người.